# Chalcionellus kryzhanovskiji
Chalcionellus kryzhanovskiji är en skalbaggsart som beskrevs av Alexey K. Tishechkin 1992. Chalcionellus kryzhanovskiji ingår i släktet Chalcionellus och familjen stumpbaggar. Inga underarter finns listade i Catalogue of Life.